# Burg Krinnerfels
Die Burg Krinnerfels ist eine abgegangene Höhlenburg auf einem Felsen über der Donau etwa 1340 Meter südöstlich von Fridingen an der Donau im Landkreis Tuttlingen in Baden-Württemberg.
Als Besitzer der vermutlich im 12. bis 13. Jahrhundert erbauten Burg werden Burkhard von Balgheim und seine Ehefrau Berta von Nusplingen genannt. 1446 wurde die Burg („unßer burgstal under fridingen genant krinnerfels“) an das Kloster Beuron verkauft.
Die ehemalige durch einen Graben geschützte Burganlage zeigt nur noch geringe Mauerreste und Schuttriegel eines Steinbaus an der Felsoberkante.

## Karten
- Lage nach historischer Karte:
  - Buchheim Meßtischblatt [7919] : Buchheim, 1883 Buchheim. - [Ausg.] 1879 u. 1883. - 1:25000. - Leipzig: Giesecke & Devrient, 1883
  - online Ausschnitt: kartenforum.slub-dresden